# Campionati europei individuali di ginnastica artistica
I campionati europei individuali di ginnastica artistica (ufficialmente European Men's and Women's Artistic Gymnastics Individual Championships) sono una competizione continentale di ginnastica artistica costituita da gare individuali sia maschili sia femminili. 
Sono stati istituiti nel 2005 e si disputano, con cadenza biennale, durante gli anni dispari, alternandosi con i campionati europei di ginnastica artistica maschile e con quelli di ginnastica artistica femminile che vengono disputati durante gli anni pari e che comprendono il concorso a squadre.

## Edizioni
| Anno | Edizione | Stato       | Città       |
| ---- | -------- | ----------- | ----------- |
| 2005 | I        | Ungheria    | Debrecen    |
| 2007 | II       | Paesi Bassi | Amsterdam   |
| 2009 | III      | Italia      | Milano      |
| 2011 | IV       | Germania    | Berlino     |
| 2013 | V        | Russia      | Mosca       |
| 2015 | VI       | Francia     | Montpellier |
| 2017 | VII      | Romania     | Cluj-Napoca |
| 2019 | VIII     | Polonia     | Stettino    |
| 2021 | IX       | Svizzera    | Basilea     |
| 2023 | X        | Turchia     | Adalia      |
| 2025 | XI       | Germania    | Lipsia      |
| 2027 | XII      | Armenia     | Erevan      |